# Diadasina riparia
Diadasina riparia là một loài Hymenoptera trong họ Apidae. Loài này được Ducke mô tả khoa học năm 1907.